# Isonychus similis
Isonychus similis är en skalbaggsart som beskrevs av Frey 1973. Isonychus similis ingår i släktet Isonychus och familjen Melolonthidae. Inga underarter finns listade i Catalogue of Life.